# Bad Ragaz

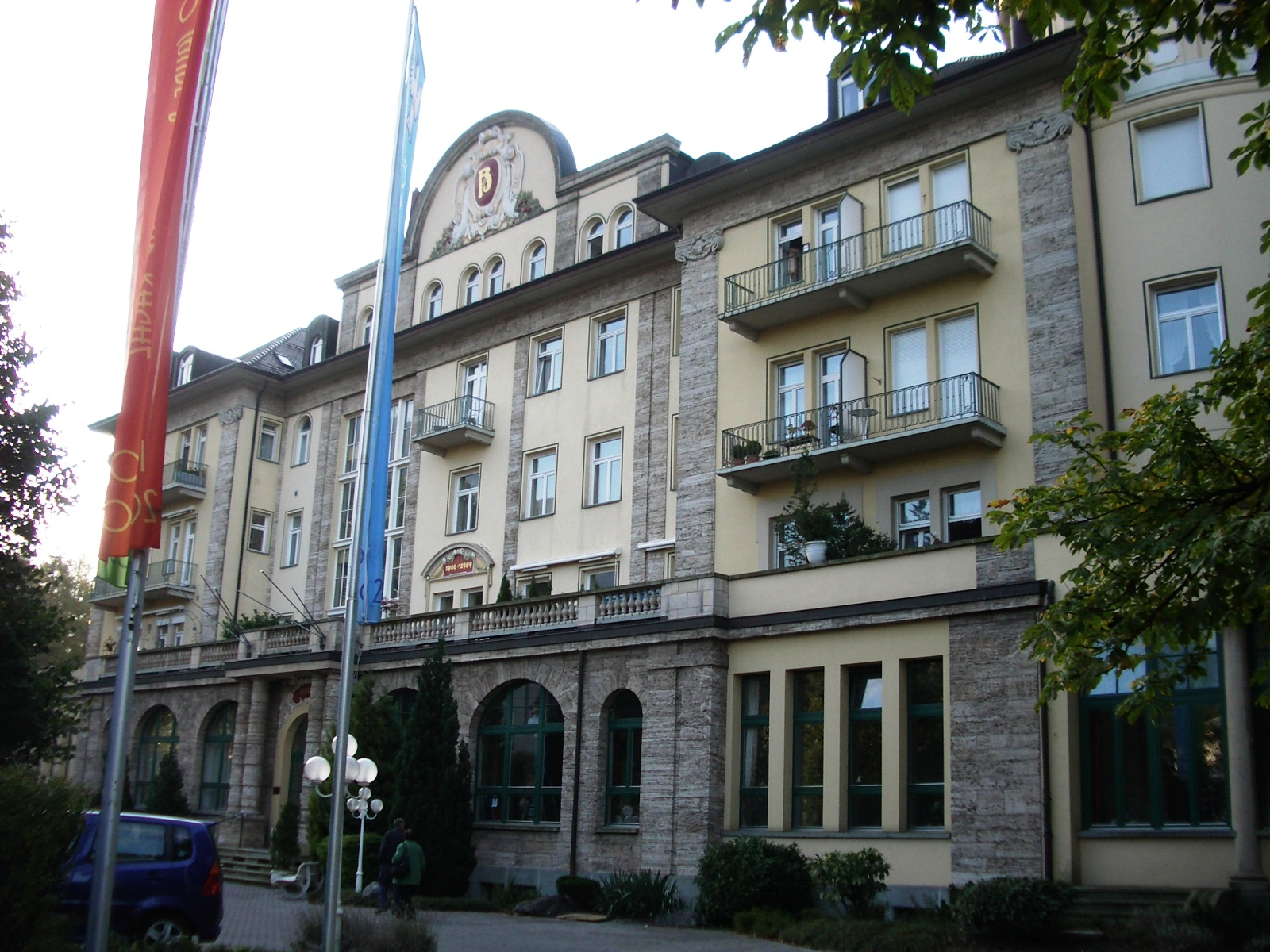
Bad Ragaz

Bad Ragaz este un oraș în Elveția.